# Crypturellus transfasciatus
Crypturellus transfasciatus е вид птица от семейство Тинамуви (Tinamidae). Видът е почти застрашен от изчезване.

## Разпространение
Видът е разпространен в Еквадор и Перу.